# Ahmed Khan (hokej na travi)
Ahmed Sher Khan (1. studenog 1912. — 13. ožujka 1967.) je bivši indijski hokejaš na travi. 
Osvojio je zlatno odličje na hokejaškom turniru na Olimpijskim igrama 1936. u Berlinu igrajući za Britansku Indiju. Odigrao je 1 susret. Igrao je na mjestu napadača.

## Vanjske poveznice
- Profil na Database Olympics